# Marshiella binarius
Marshiella binarius är en stekelart som beskrevs av Chen och Van Achterberg 1997. Marshiella binarius ingår i släktet Marshiella och familjen bracksteklar. Inga underarter finns listade i Catalogue of Life.